# اسکای‌تریدرس
اسکای‌تریدرس (به انگلیسی: Skytraders) یک شرکت هواپیمایی است. قطب اسکای‌تریدرس در فرودگاه ملبورن قرار دارد.